# Mara Narancic
Mara Narancic es una deportista argentina que compitió en judo. Ganó una medalla de bronce en el Campeonato Panamericano de Judo de 1985 en la categoría de +72 kg.

## Palmarés internacional
| Campeonato Panamericano | Campeonato Panamericano | Campeonato Panamericano | Campeonato Panamericano |
| Año                     | Lugar                   | Medalla                 | Categoría               |
| ----------------------- | ----------------------- | ----------------------- | ----------------------- |
| 1985                    | La Habana (Cuba)        | Medalla de bronce       | +72 kg                  |